# Campionato Sudamericano 1954 (hockey su pista)
Il campionato sudamericano di hockey su pista 1954 è stata la 1ª edizione del torneo di hockey su pista per squadre nazionali maschili sudamericane. Il torneo si è svolto in Brasile a San Paolo dall'11 al 16 ottobre 1954.
A vincere il torneo fu il Cile per la prima volta nella sua storia precedendo in classifica l'Uruguay.

## Formula
Il campionato Sudamericano 1954 fu disputato da quattro selezioni nazionali tramite la formula del girone all'italiana con gare di sola andata. Vennero attribuiti due punti per l'incontro vinto, uno per l'incontro pareggiato e zero in caso di sconfitta. La prima squadra classificata venne proclamata campione.

## Squadre partecipanti
| Pr. | Squadra   | Partecipazioni precedenti al torneo |
| --- | --------- | ----------------------------------- |
| 1   | Brasile   | Esordiente                          |
| 2   | Cile      | Esordiente                          |
| 3   | Uruguay   | Esordiente                          |
| 4   | Venezuela | Esordiente                          |

Nota bene: nella sezione "partecipazioni precedenti al torneo" le date in grassetto indicano la squadra che ha vinto quell'edizione del torneo

## Svolgimento del torneo

### Classifica finale
| Pos. | Squadra   | Pt | G | V | N | P | GF | GS | DR  |
| ---- | --------- | -- | - | - | - | - | -- | -- | --- |
| 1.   | Cile      | 6  | 3 | 3 | 0 | 0 | 16 | 2  | +14 |
| 2.   | Uruguay   | 4  | 3 | 2 | 0 | 1 | 9  | 7  | +2  |
| 3.   | Brasile   | 2  | 3 | 1 | 0 | 2 | 11 | 9  | +2  |
| 4.   | Venezuela | 0  | 3 | 0 | 0 | 3 | 6  | 24 | -18 |

### Risultati
| San Paolo 11 ottobre 1954 | Brasile | 0 – 2 | Uruguay |  |

| San Paolo 12 ottobre 1954 | Cile | 8 – 0 | Venezuela |  |

| San Paolo 13 ottobre 1954 | Brasile | 10 – 4 | Venezuela |  |

| San Paolo 14 ottobre 1954 | Cile | 5 – 1 | Uruguay |  |

| San Paolo 15 ottobre 1954 | Uruguay | 6 – 2 | Venezuela |  |

| San Paolo 16 ottobre 1954 | Brasile | 1 – 3 | Cile |  |